# SAS Institute
SAS Institute (eller bara SAS) är ett multinationellt amerikanskt programföretag med inriktning på affärssystem, med  huvudkontor i North Carolina. Företaget är ett av världens största privata mjukvaruföretag och erbjuder bland annat lösningar för avancerad beslutsstöd och analys. SAS utvecklar en bred portfölj av analysprogramvara som hjälper till med insamling, bearbetning, analys och rapportering av data för att underlätta beslutsfattande. SAS Institute startade som ett projekt vid North Carolina State University med målet att skapa ett statistiskt analysverktyg. Ursprungligen användes detta verktyg av lantbruksavdelningar vid universitet under slutet av 1960-talet, innan det blev ett självständigt, privat företag skilt från universitetet år 1976. 
 SAS samling av väletablerad programvara, SAS System, används av större delen av Fortune 500 -företagen och rankas regelbundet som ledare inom avancerad analys- och business intelligence-applikationer av analytikerföretag som Gartner och Forrester.  Några av användningsområdena för SAS-mjukvaran inkluderar analys av finansiella transaktioner för att upptäcka bedrägeri, prisoptimering för återförsäljare och utvärdering av  resultaten från kliniska prövningar. SAS samarbetar också med olika strategiska partners, såsom Microsoft, där SAS AI och dataanalys intergeras med Microsofts molnplattform Azure. Microsoft Azure erbjuder även SAS molnbaserade lösningar, vilket gör det enkelt för kunder att utföra sina SAS-analyser i molnet. Även om SAS-mjukvaran är företagets kärnprodukt, har företaget också utvecklat en perifer verksamhet som syftar till att stödja och utbilda sas-användare.

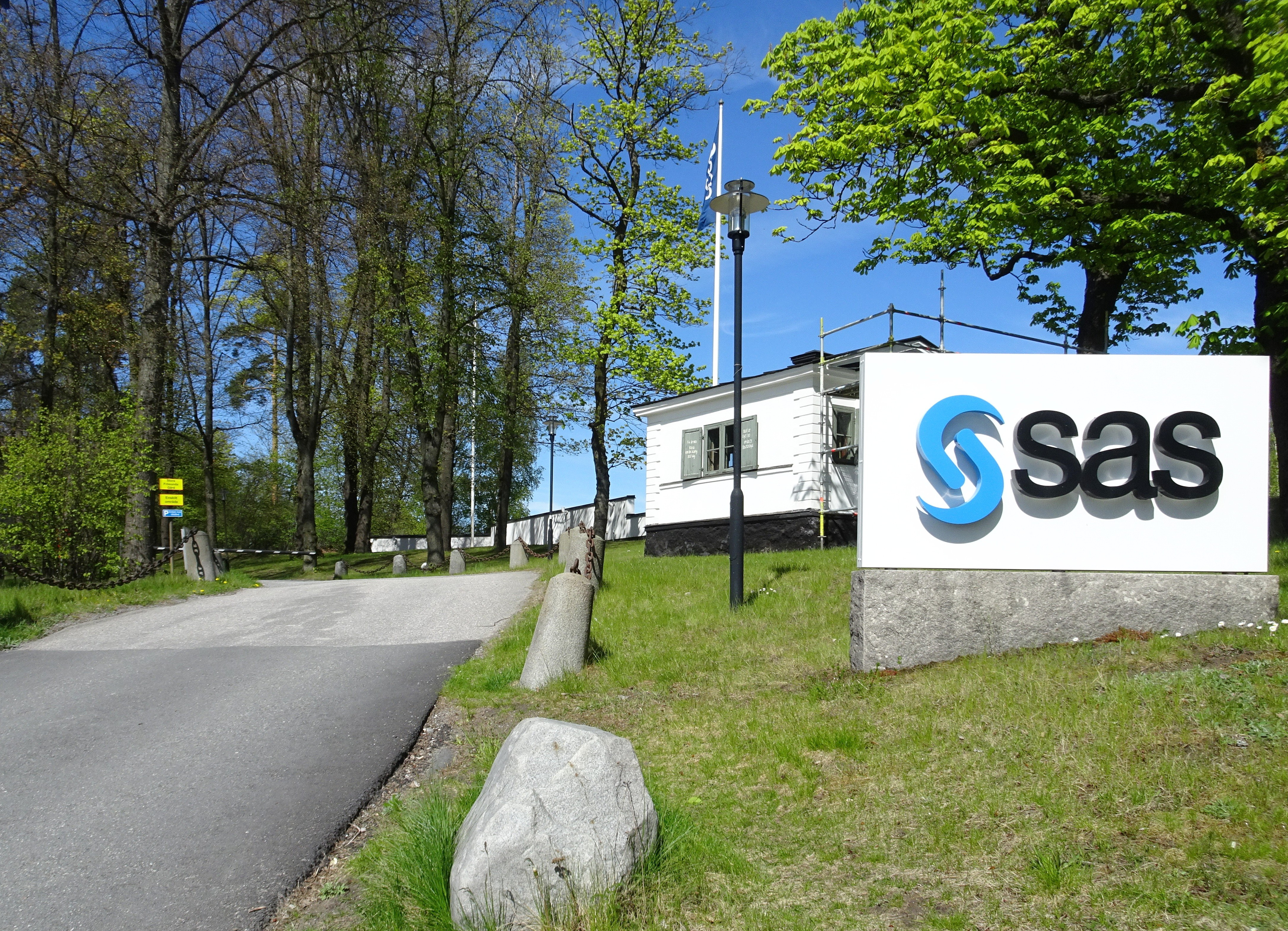
SAS Institute i Stora Frösunda gård.

## Historia
SAS Institute grundades 1976 i North Carolina, USA. Det började som ett projekt vid North Carolina State University med målet att utveckla ett statistiskt analyssystem. Det ursprungliga namnet var Statistical Analysis System, vilket idag endast används som en akronym. Systemet skapades ursprungligen för att analysera jordbruksdata vid universitet under slutet av 1960-talet. North Carolina State University var välrenommerat för sin förmåga att utveckla kod för att analysera jordbruksdata, vilket gjorde det till en passande plats för projektet. Det genomfördes i universitetets Cox Hall, där en stordator kunde bearbeta enorma mängder data.
Projektet initierades ursprungligen av Anthony James Barr 1966, och senare anslöt NCSU-studenten James Goodnight 1967 och John Sall 1973 . Under början av 1970-talet började programvaran hyras ut till andra jordbruksavdelningar för att analysera effekten av jord, väder och olika frösorter på skördarna. Projektet finansierades initialt av National Institutes of Health och senare av en koalition av universitetsstatistikprogram som kallades University Statisticians of the Southern Experiment Stations. Programmet utvecklades gradvis till att bli ett oberoende, privat företag som leddes av den nuvarande vd:n James Goodnight, samt tre andra projektledare från universitetet år 1976.  
År 1976 hade programvaran 100 kunder, och den första SAS-användarkonferensen hölls i Florida samma år med deltagandet av 300 personer. Under den tiden hade företaget även nyligen anställt flera personer för att arbeta med projektet, inklusive John Sall, som var en doktorand, och Jane Helwig, som arbetade heltid med dokumentation. Gruppen hade redan utnyttjat allt tillgängligt utrymme på universitetet och hade inga möjligheter att expandera ytterligare. Som ett resultat grundades SAS Institute Inc. som ett privat företag den 1 juli 1976 i ett kontor tvärs över gatan från universitetet. Senare sålde Barr och Helwig sina intressen i företaget.  
Företaget växte snabbt ur sitt utrymme på Hillsborough Street, mittemot NC state, och flyttade till Cary, NC, år1980, där det globala huvudkontoret växte till att omfatta mer än 300 hektar. År 1981 nådde företaget en milstolpe med 100 anställda på företagets huvudkontor i USA. Det var då SAS började erbjuda förskola på plats för att kunna behålla anställda som planerade att vara hemma med barn. År 1984 hade SAS börjat bygga ett fitnesscenter, en vårdcentral och ett kafé på plats, samt andra faciliteter. Företaget hade också utvecklat flera andra förmånsprogram.
Under 1980-talet utsåg Inc. Magazine SAS till ett av de snabbast växande företagen i Amerika under fem på varandra följande år. Företaget växte mer än tio procent per år, från 10 miljoner dollar i intäkter år 1980 till 1,1 miljarder dollar år 2000. 
År 1985 skrevs SAS källkod om, denna gång på C-språket, vilket innebar övergång från det tidigare enskilda IBM-språket PL/1. Denna förändring ledde till utvecklingen av ett mjukvarusystem som kunde köras på alla plattformar, vilket är den multileverantörsarkitektur som företaget är känt för idag. Under samma tidsperiod växte det nya huvudkontorets campus från en byggnad med kontorsutrymme för 50 anställda till att inkludera 18 byggnader, inklusive ett utbildningscenter, ett lager för publikationer och en videostudio. 
SAS utökar också sina geografiska gränser och I slutet av decenniet hade SAS nästan 1 500 anställda över hela världen. Startskottet på SAS internationalisering är öppningen av det första dotterbolaget i England 1985, vilket blir starten på en global expansion som leder till över 400 kontor  och 11 764 anställda världen över.
År 2014 lanseras SAS Analytics U, ett omfattande initiativ inom högre utbildning som innefattade gratis tillhandahållande av SAS-programvara, partnerskap med universitet och  och användargemenskaper. Målet var att stödja den kommande generationen av SAS-användare. Inom ramen för detta akademiska program erbjöds professorer och studenter vid högskolor, universitet och andra utbildningsinstitutioner runt om i världen möjligheten att använda SAS®-programvara utan några kostnader. Antalet gratis nedladdningar och registreringar för utbildningsändamål nådde 1,45 miljoner användare år 2017. År 2019 nådde antalet nedladdningar och registreringar av gratis SAS-programvara för akademiska ändamål en ny höjdpunkt, med över 2 miljoner registreringar.

## SAS Institute i Sverige
Verksamheten i Sverige startade 1986 och har idag cirka 100 anställda med kontor i Stockholm, Solna. År 1996 förvärvade SAS herrgården Stora Frösunda i Solna. Den ståtliga byggnaden uppfördes år 1783 och fick sitt nuvarande slottsliknade utseende på 1890-talet. Efter en omfattande renovering, där huvudbyggnaden, flyglarna, grindstugan och musikpaviljongen restaurerades och parkanläggningen återställdes, kunde man år 1999 börja använda byggnaden som kontorslokaler.  
För att möjliggöra för SAS framtida tillväxt i Sverige och Norden invigdes år 2013 en ny och större kontorsbyggnad på 2 500 kvadratmeter bredvid herrgårdsbyggnaden. Denna byggnad rymmer 170 arbetsplatser och frigör samtidigt utrymme i slottet och flyglarna för kundaktiviteter såsom seminarier, möten och utbildning. 